# Cryptocanthon osaensis
Cryptocanthon osaensis är en skalbaggsart som beskrevs av Cook 2002. Cryptocanthon osaensis ingår i släktet Cryptocanthon och familjen bladhorningar. Inga underarter finns listade i Catalogue of Life.